# Jacopo da Cessole

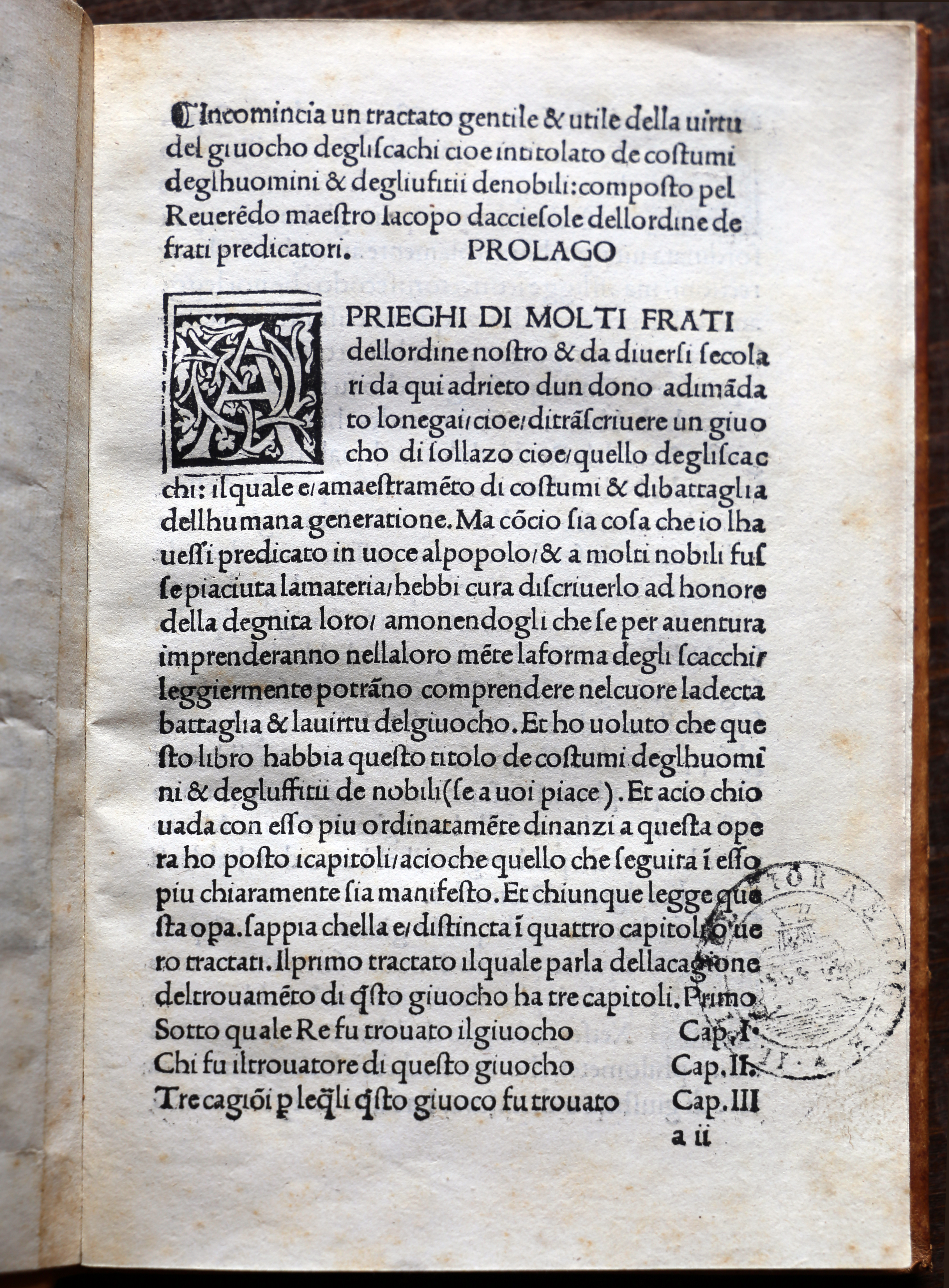
Prologo della versione volgarizzata del Libro di giuocho di scacchi (1493, biblioteca dell'Accademia della Crusca)

Jacopo da Cessole, o anche Iacopo da C. (Cessole, seconda metà del XIII secolo – post 1322), è stato un predicatore italiano.

## Biografia
Nato nella seconda metà del XIII secolo a Cessole (nell'odierna provincia di Asti), Jacopo nel 1288 fu probabilmente coinvolto nella fondazione del monastero domenicano di Savona. Le uniche notizie certe della vita di Iacopo da Cessole sono state raccolte dal Kaeppeli sulla base di quattro documenti, conservati all'Archivio di Stato di Genova, risalenti agli anni dal 1317 al 1322, trascorsi probabilmente dal domenicano a Genova. Uno dei documenti attesta la nascita di Iacopo a Cessole in provincia di Asti, ma non è dato conoscere l'età che aveva  all'epoca del soggiorno genovese, né fino a che anno sia rimasto in vita. Durante il soggiorno genovese avrà frequentato la Chiesa di Santa Maria di Castello (dove vissero e operarono Giovanni Balbi e Jacopo da Varazze), importante centro culturale dell'epoca, ed esercitò la carica di vicario di un Iacopo da Levanto inquisitore in Lombardia e nella marca genovese.

## Opere

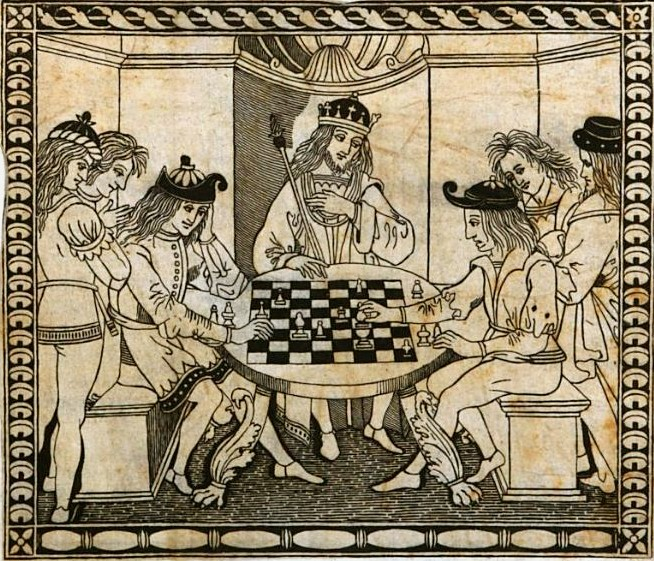
Illustrazione tratta dal Ludus scacchorum

- Ludus scacchorum o Liber de moribus hominum et officiis nobilium ac popularium super ludo scachorum, composto intorno al 1300. L'opera, in quattro trattati, è di carattere moraleggiante ed è basata sul gioco degli scacchi. I quattro trattati del Ludus sono introdotti da un breve prologo in cui Iacopo afferma che l'opera nasce da un ciclo di sermoni predicati al popolo e quindi fissati in un libro a istanza di molti suoi confratelli e di alcuni laici. Il primo trattato motiva, nei toni di un reggimento del principe, l'invenzione del gioco degli scacchi da parte del filosofo Xerses come un metodo per correggere gli eccessi del re Evil-merodach, figlio di Nabucodonosor. I due successivi trattati sono dedicati all'esposizione delle virtù e dei vizi rispettivamente degli scacchi nobili e dei popolari, questi ultimi individuati nei singoli pedoni, rappresentando nel complesso gli stati del mondo e le virtù che debbono perseguire gli abitanti del reame. Infine il quarto trattato discute in generale del gioco degli scacchi, riassumendo le caratteristiche dei singoli pezzi, visti però questa volta in movimento e quindi in relazione con gli altri pezzi e interpretandone il movimento sulla base delle qualità sociali e morali del personaggio rappresentato in ciascuno dei pezzi. Quest'ultimo trattato è quello che ha maggiormente attirato l'attenzione degli storici degli scacchi, che hanno anche segnalato difficoltà o errori nella descrizione dei movimenti. L'analisi delle qualità morali degli stati del mondo comprende oltre un centinaio di exempla. L'opera conobbe una immensa fortuna fino a tutto il '400, testimoniata dagli oltre 250 manoscritti latini finora segnalati; dalla traduzione catalana, dalle tre francesi, dalle cinque (una in prosa e quattro in versi) in tedesco, ancora dalle versioni olandese, svedese e ceca e infine dai volgarizzamenti italiani; dalle varie edizioni a stampa, almeno una ventina, in inglese, latino, tedesco, olandese, francese, italiano, spagnolo, che si succedettero, forse a partire dalla traduzione inglese stampata da William Caxton nel 1474, fino alla metà del XVI secolo.
- Postilla super Ecclesiastes, è attribuita a Iacopo dal manoscritto che la contiene (Siena, Biblioteca comunale, F.V, 23, cc. 1-38), ma è in realtà opera di Bonaventura da Bagnoregio[4].